# The Wild Goose
The Wild Goose è un film muto del 1921 diretto da Albert Capellani. Uscì nelle sale degli Stati Uniti il 5 giugno 1921.

## Trama
Diana Manners, donna sposata con un architetto, si innamora di Ogden Fenn e per lui lascia il marito, portandosi via anche la figlia Tam. Frank, il marito, furioso con la moglie, vorrebbe uccidere gli amanti ma ne è impedito dalla signora Hastings, una vecchia amica che si è innamorata di lui. Hasting si rende conto che sua moglie ama Manners e che tutto quello che sta succedendo è a causa di Fenn. Va a prenderlo nel bungalow dove si trova con Diana, lo costringe a seguirlo in macchina e poi provoca un incidente che uccide entrambi. Diana ritorna così dal marito.

## Produzione
Il film fu prodotto dalla Cosmopolitan Pictures e dalla Famous Players-Lasky Corporation.

## Distribuzione
Distribuito dalla Paramount Pictures, il film uscì nelle sale cinematografiche statunitensi il 5 giugno 1921. In Francia, prese il nome Immolation.